# Waalse verkiezingen 1999
Op 13 juni 1999 werden in Wallonië verkiezingen gehouden voor het Waals Parlement. Alhoewel PS 5 zetels verloor, bleef het de grootste partij. De winnaars waren PRL-FDF-MCC (het latere MR) en Ecolo met respectievelijk 2 en 6 zetels. De verliezers waren PSC en FN, respectievelijk met 2 en één zetel verschil tegenover 1995. Na deze verkiezingen vormden PS, PRL-FDF-MCC en Ecolo een regering.

## Uitslagen
| Partij               | Partij               | 1999      | 1999  | 1999   | 1995      | 1995  | 1995   | verschil | verschil | verschil |
| Partij               | Partij               | stemmen   | %     | zetels | stemmen   | %     | zetels | stemmen  | pp       | zetels   |
| -------------------- | -------------------- | --------- | ----- | ------ | --------- | ----- | ------ | -------- | -------- | -------- |
|                      | PS                   | 560.867   | 29,44 | 25     | 665.986   | 35,22 | 30     | -105.119 | -5,78    | -5       |
|                      | PRL-FDF-MCC          | 470.454   | 24,69 | 21     | 447.542   | 23,67 | 19     | 22.912   | 1,02     | +2       |
|                      | PSC                  | 325.229   | 17,07 | 14     | 407.741   | 21,56 | 16     | -82.512  | -4,49    | -2       |
|                      | Ecolo                | 347.225   | 18,22 | 14     | 196.988   | 10,42 | 8      | 150.237  | 7,80     | +6       |
|                      | FN                   | 75.262    | 3,95  | 1      | 96.574    | 5,11  | 2      | -21.312  | -1,16    | -1       |
|                      | Overige              | 126.202   | 6,62  | 0      | 76.303    | 4,03  | 0      | 49.899   | 2,59     | =        |
| Totaal Geldig        | Totaal Geldig        | 1.905.239 | 100,0 | 75     | 1.891.134 | 100,0 | 75     | 14.105   | 0        | 0        |
| Blanco & Ongeldig    | Blanco & Ongeldig    | 174.322   | 8,38  |        | 162.900   | 7,93  |        | 11.422   | 0,45     |          |
| Totaal Stemmen       | Totaal Stemmen       | 2.079.561 | 100   |        | 2.054.034 | 100   |        | 25.527   | 0        |          |
| Absenteïsme          | Absenteïsme          | 221.850   | 9,64  |        | 215.101   | 9,48  |        | 6.749    | 0,16     |          |
| Ingeschreven Kiezers | Ingeschreven Kiezers | 2.301.411 | 100   |        | 2.269.135 | 100   |        | 32.276   | 0        |          |